# Maserati Medici
La Maserati Medici è una concept car costruita dalla casa automobilistica italiana Maserati, sviluppata dalla Italdesign e disegnata da Giorgetto Giugiaro.
Furono realizzati due modelli leggermente diversi tra di loro, la Medici I e Medici II costruite rispettivamente nel 1974 e nel 1976. Il design della Medici influenzò il design di numerosi veicoli prodotti negli anni '70. La Medici riprende il nome dall'omonima famiglia fiorentina nota durante il Rinascimento.

## Descrizione
La Maserati Medici era stata realizzata come studio di design per una futura berlina sportiva di lusso del marchio del tridente. Ambedue le versioni della Medici furono progettate sul telaio della Maserati Indy, riprendendone anche la meccanica a motore anteriore V8 da 4,9 litri montato longitudinalmente e trazione posteriore.

### Medici I
La Medici I fu costruito nella primavera del 1974 e condivideva molti elementi stilistici con la concept Asso Di Picche precedentemente realizzata da Giugiaro. Caratteristica stilistica della vettura era la forma trapezoidale del montante C; questo vezzo estetico venne riutilizzato da Giugiaro su altre vetture, tra cui la Lancia Delta I serie e l'Audi Coupé del 1980. 
Il frontale della Medici I era molto simile alla Maserati Coupé 2+2 del 1974 anch'essa disegnata da Giugiaro, con un muso spiovente e basso e i fari a scomparsa.
All'interno, la Medici I era stata progettata per ospitare sei posti. Dietro i due sedili anteriori c'erano due panchine poste una di fronte all'altra.
La Medici I fu esposta per la prima volta pubblicamente nell'aprile 1974 al Salone dell'Auto di Torino.

### Medici II

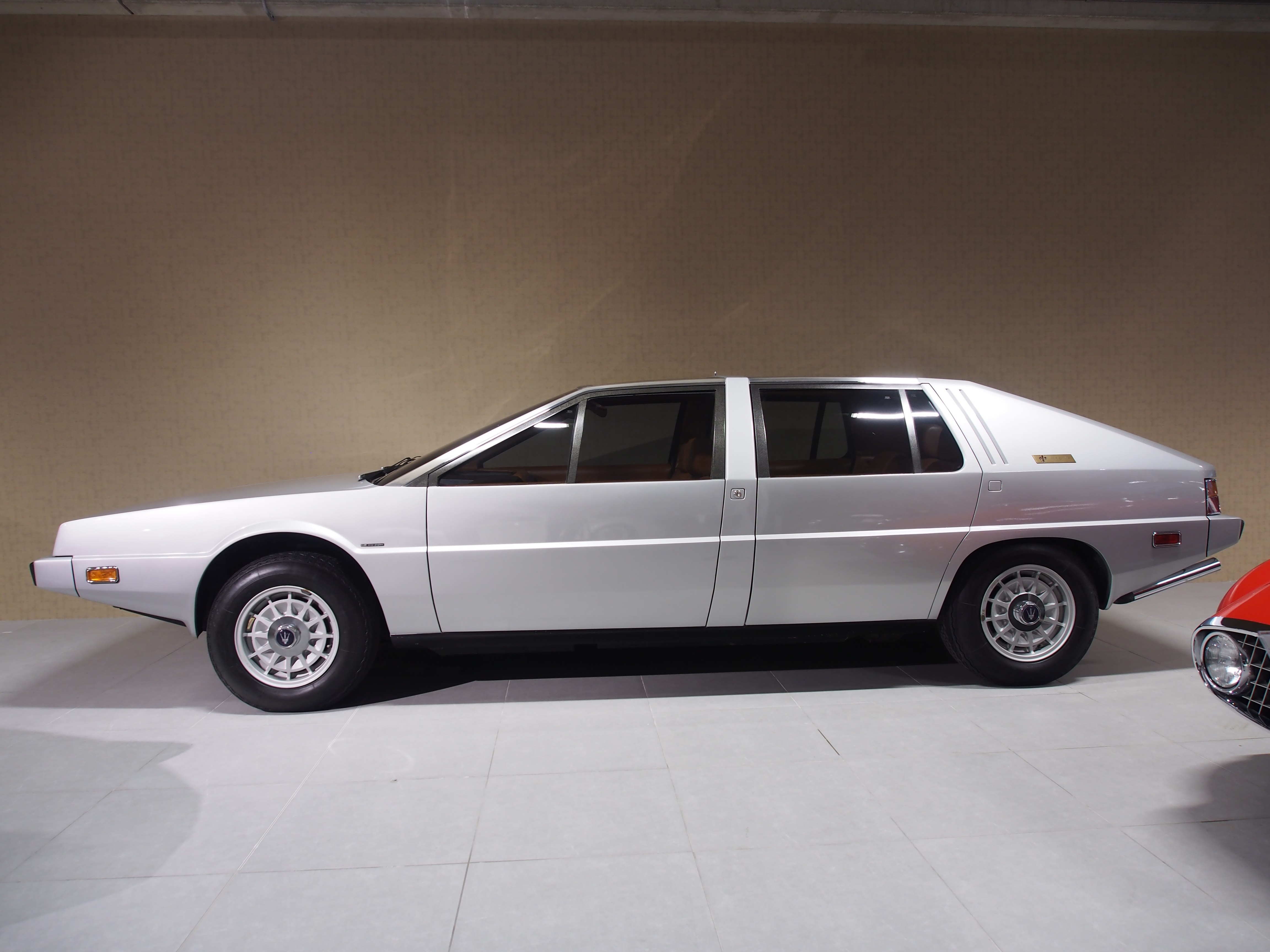
Vista laterale

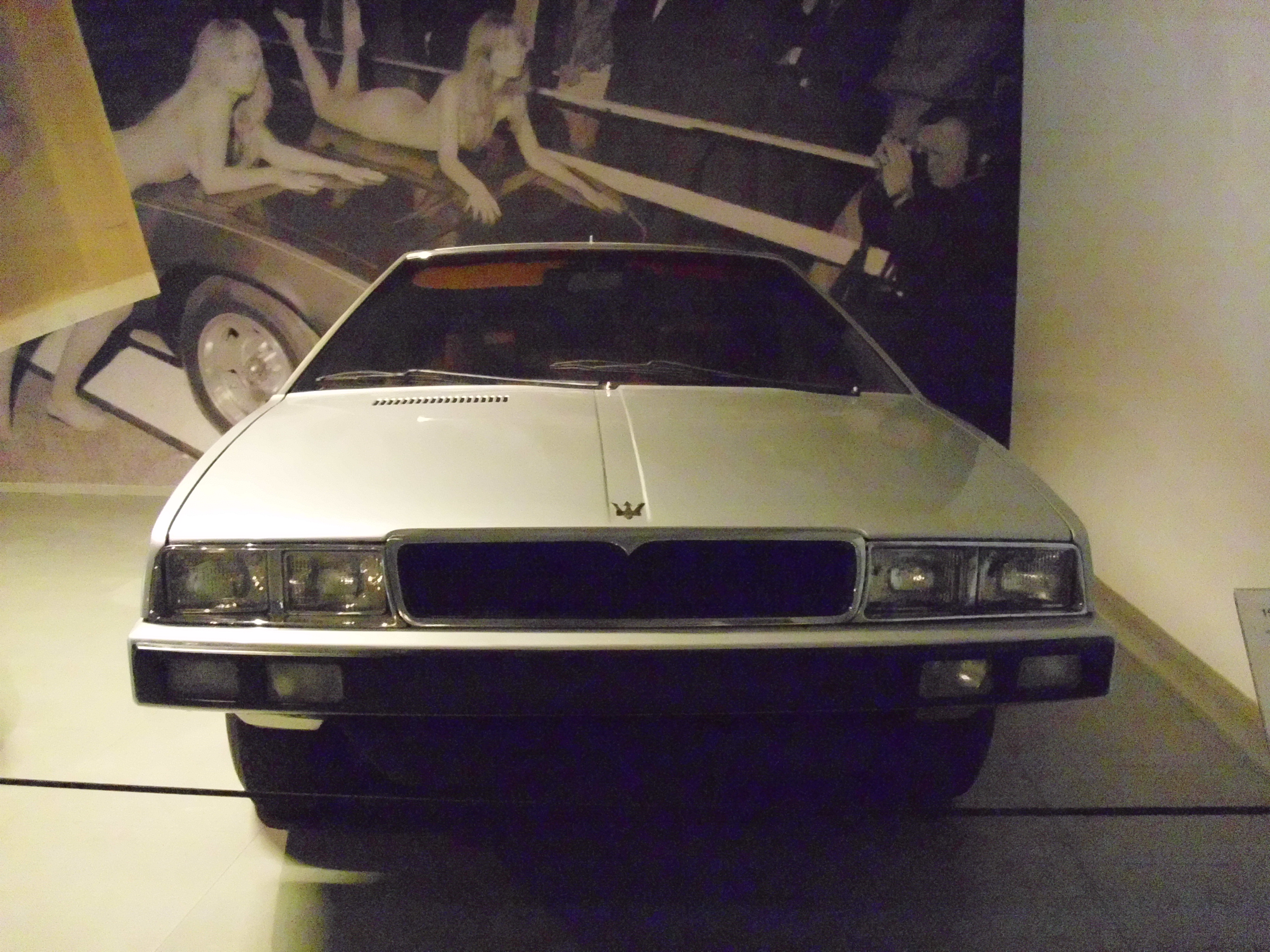
Frontale

Nel 1976 Giugiaro presentò la Medici II. A differenza della Medici I, era dotata di quattro posti anziché sei. L'interno fu completamente ridisegnato e le due panche posteriori furono sostituite da due sedili separati. Inoltre nella parte posteriore vi erano anche un frigobar, una scrivania e un portadocumenti, nonché un televisore e un radiotelefono assai all'avanguardia per l'epoca. La differenza principale nell'estetica rispetto alla Medici I era nel frontale, con quattro fari quadrati e una griglia quadrata con cornice cromata.
Molti elementi stilistici della Medici II furono utilizzati sulla Maserati Quattroporte III prodotta a partire dal 1979, ma anche su altre vetture come la DeLorean, la Lancia Delta I e Audi Coupé.
La Medici II fu esposta al Salone dell'Automobile di Parigi del 1976 venne venduta nel 1977 allo scià della Persia Mohammad Reza Pahlavi. La vettura è custodita all'interno del Louwman Museum.